# Stade Jules-Noël
Le stade Jules-Noël est un complexe sportif situé dans le 14e arrondissement de Paris, près de la porte de Châtillon et non loin de la porte d'Orléans et de la porte de Vanves.

## Historique
Le stade porte le nom de l'athlète originaire de Norrent-Fontes, Jules Noël, affilié au Stade Français, porte drapeau aux Jeux olympiques d'été de 1932 et 1936.
C'est le stade sur lequel le club omnisports parisien la JAM (Jeunesse athlétique de Montrouge) pratique l'athlétisme depuis 1896.

## Équipements
Il est encadré au nord par l'avenue Maurice-d'Ocagne, au sud par le boulevard périphérique, à l'est par l'avenue de la Porte-de-Châtillon, et à l'ouest par le lycée Raspail.
Il est équipé d'une Piste d'athlétisme de 365,5 m avec sept couloirs, deux fosses de longueur et triple-saut, un sautoir perche, un sautoir hauteur et une aire de lancer de poids.
Il contient un terrain de football, un gymnase omnisports, une salle de boxe et un skatepark, un mur d'escalade.
En 1990, un revêtement en gazon artificiel et un système d'arrosage (normes olympiques), est installé sur le grand terrain, permettant la pratique du hockey sur gazon de haut niveau. Le stade est rénové en 2001 : rénovation de la piste d'athlétisme et remplacement du revêtement en gazon artificiel, laissant place à un terrain de football en lieu et place du terrain de hockey sur gazon.

## Évènements
Le Comité d'organisation de la Coupe d'Europe des nations (COCEN) y organise du 12 au 23 juin 1991 le 6e Championnat d'Europe de hockey sur gazon. L'Allemagne bat les Pays-Bas en finale et gagne ainsi sa qualification directe pour les Jeux olympiques 1992 à Barcelone. Les Français terminent à la 6e place.

## Délinquance
En janvier 2025, Elias, âgé de quatorze ans, est assassiné au stade Jules-Noël, à coups de machette pour avoir refusé de céder à deux voyous exigeant son téléphone portable.